# Alabama Warrior Railway
Die Alabama Warrior Railway (AAR-reporting mark: ABWR) ist eine Rangier-Eisenbahngesellschaft in Birmingham (Alabama) in den Vereinigten Staaten. 
Die Gesellschaft übernahm 2009 den Güterverkehr auf den Gleisen der Jefferson Warrior Railroad (JEFW), die primär der Versorgung der Kokerei Walter Coke dienen und teilweise auf deren Gelände verlaufen. Nachdem der Eigentümer des Werks, Walter Energy, 2015 Insolvenz anmeldete, wurde die Kokerei durch das Unternehmen ERP Coke übernommen, das wiederum 2019 an die Firmengruppe Bluestone Ressources der Familie von Jim Justice verkauft wurde. Aufgrund des schlechten Zustands der Fabrikanlagen und juristischer wie politischer Beschwerden über Verstöße gegen Umweltvorschriften wurde die Produktion im Oktober 2021 vorübergehend eingestellt. Ob und wann die Wiederaufnahme erfolgt, war im März 2023 offen.
Das Netz der Alabama Warrior Railway umfasst derzeit rund 22 Streckenkilometer. Transportgüter sind vor allem Kohle, Kies und Sand, Schrott sowie Zement. Zu den Kunden zählen Lafarge, Cemex, Harrison Gypsum und Performance Minerals. Lange Zeit wurde ein signifikanter Teil des bei Walter Coke produzierten Koks direkt zum benachbarten Stahlwerk der U.S. Pipe transportiert, bis dieses im Frühjahr 2010 geschlossen wurde.
In North Birmingham bestehen Übergänge zu den Class-1-Strecken von BNSF Railway, CSX Transportation und Norfolk Southern.

## Geschichte
In den 1890er Jahren wurde die nichtöffentliche Mary Lee Railroad gegründet. Die Gesellschaft baute eine Bahnstrecke um die Hochöfen der Alabama Consolidated Coal Company (ACC&I Co.) in Nord-Birmingham mit Kohle aus den Minen von West Jefferson, Bessie, Nebo, Flat Top und Mary Lee zu beliefern. Die Mary Lee Railroad gehört zur ACC&I Co. und wurde mit dieser im Oktober 1924 von der Sloss Sheffield Steel and Iron Company (später als Walter Coke eine Tochtergesellschaft von Walter Energy) übernommen.
Am 1. Januar 1985 wurde die Mary Lee Railroad zu einer öffentlichen Bahngesellschaft und nannte sich fortan Jefferson Warrior Railroad. 1995 wurden durch die  circa 20 Beschäftigten 12.000 Güterwagen transportiert. Die Gesellschaft besitzt sechs Lokomotiven (vier EMD SW1500 (Nr. 51 bis 54) und zwei EMD NW2M (Nr. 55 und 56)).
Am 7. August 2009 übernahm die zu Watco Companies gehörende neu gegründete Alabama Warrior Railway den Betrieb auf der Strecke.